# Onthophagus sayapensis
Onthophagus sayapensis är en skalbaggsart som beskrevs av Teruo Ochi och Masahiro Kon 2005. Onthophagus sayapensis ingår i släktet Onthophagus och familjen bladhorningar. Inga underarter finns listade i Catalogue of Life.